# Ratchasan (huyện)
Ratchasan (tiếng Thái: ราชสาส์น) là một huyện (‘‘amphoe’’) ở phía trung của tỉnh Chachoengsao, miền trung Thái Lan.

## Lịch sử
Khu vực Ratchasan đã được tách từ Phanom Sarakham và lập thành một tiểu huyện (King Amphoe) ngày 16 tháng 2 năm 1977. Đơn vị này đã được nâng thành huyện ngày 4 tháng 7 năm 1994.

## Địa lý
Các huyện giáp ranh là (từ phía đông theo chiều kim đồng hồ) Phanom Sarakham, Plaeng Yao, Bang Khla thuộc tỉnh Chachoengsao và Ban Sang của tỉnh Prachinburi.
Nguồn nước quan trọng của vùng này là Khlong Tha Lat.

## Hành chính
Huyện này được chia thành 3 phó huyện (tambon), các đơn vị này lại được chia thành 31 làng (muban). Không có khu vực đô thị (thesaban, và 3 tổ chức hành chính tambon (TAO).
| Số TT | Tên        | Tên tiếng Thái | Số làng | Dân số |  |
| ----- | ---------- | -------------- | ------- | ------ |  |
| 1.    | Bang Kha   | บางคา          | 6       | 2.210  |  |
| 2.    | Mueang Mai | เมืองใหม่        | 9       | 3.102  |  |
| 3.    | Dong Noi   | ดงน้อย          | 16      | 7.421  |  |